# Розенбаум Соломон Аронович
Соломон Аронович Розенбаум (19 грудня (31 грудня) 1885, Полтава — осінь 1941, Полтава) — маляр, член Асоціації художників революційної Росії, Асоціації художників Червоної України, Спілки радянських художників України. 

## Життєпис
Народився 19 грудня (31 грудня) 1885 року у Полтаві в родині крамаря.
Закінчив чотирикласне реальне училище у Полтаві. У 1901—1908 роках навчався в Одеському художньому училищі у Киріака Костанді. По закінченню художнього училища додатково отримав спеціалізацію з методики малювання та звання вчителя малювання. Потім навчався у Петербурзькій Академії мистецтв. 
У 1915—1917 роках працював у майстерні художника І. Г. Мясоєдова в Полтаві. Згодом Соломон із вдячністю до свого вчителя написав картину «Полтавська дача Мясоєдова», за яку у Санкт-Петербурзі, отримав срібну медаль. Пізніше цю роботу придбав один з полтавських шанувальників живопису й упродовж багатьох років картина експонувалася у художньому музеї Полтавської гімназії № 6. 
Пріоритетним напрямом у житті Соломона Розенбаума у 1909—1941 роках була вчительська та викладацька діяльність. Одним з перших навчальних закладів, в якому він починав викладати, стала гімназія В. А. Морозовської (згодом – трудова школа № 6). Варто зазначити, що Соломон Аронович викладав малювання та історію мистецтва одночасно у декількох навчальних закладах Полтави, зокрема, у 1923—1939 роках він також працював у полтавській середній школі № 4. У 1939 році Соломона Розенбаума було прийнято на роботу викладачем до Полтавського інституту сільськогосподарського будівництва. Крім того, він одночасно проводив заняття й у Полтавському обласному будинку народної творчості. Вже на той момент Соломон Аронович мав вже 31 рік педагогічного стажу та був членом Спілки радянських художників України (член Асоціації художників революційної Росії від 1926 року, Асоціації художників Червоної України від 1929 року).
1928 року він з групою художників відвідав Дніпрельстан. У 1935 році разом з художником Іваном Орловим працював у Ворошиловграді (нині — Луганськ) у паровозобудівельному цеху, виконуючи численні замальовки для панно Будинку громадських організацій «Складання паровоза „Фелікс Дзержинський“».
Трагічно склалася доля митця. З початком німецько-радянської війни він не встиг виїхати в евакуацію, залишившись у Полтаві оберігаючи власні картини, що зберігалися в експозиції художнього музею. Розенбаума розстріляли окупанти на порозі власного будинку восени 1941 року.

## Творчість

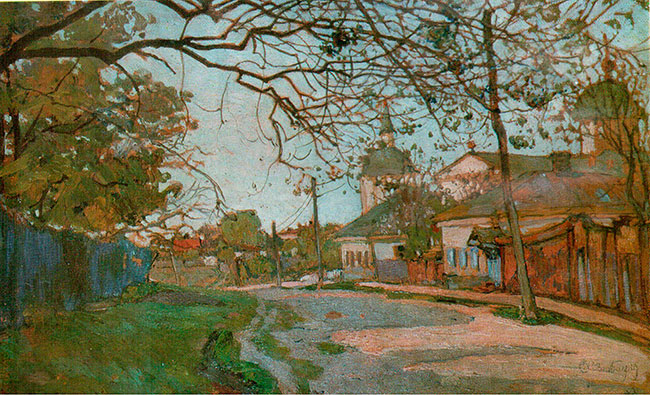
«Вулиця у Полтаві»; 1920

На творчості позначилися впливи імпресіонізму та стилю модерн. Писав переважно індустріально-тематичні краєвиди, а також автор портретів, жанрових картин, натюрмортів. Працював також і над монументальним малярством, створивши низку панно. Соломон Аронович був єдиним у Полтаві художником, який працював у живописній манері лінеаризму. Його пейзажі зберегли для нащадків вигляд передвоєнної Полтави, втрачений під час війни.

### Відомі роботи
- 1920 — «Вулиця у Полтаві»;
- 1926 — «Околиці Полтави», «Селянське подвір'я», «Перший сніг», «Портрет вантажника»;
- 1928 — «На Дніпрельстані», «Околиці старої Полтави»;
- 1929 — «Осінь»;
- 1936 — «Осика», «Лісова галявина», «Зимовий день», «Над Дніпром»;
- 1937 — «Жовті троянди», «Ставок у Михайлівці»;
- 1939 — «Полтавський краєвид»;
- 1940 — «Дніпрогес», «Домни в Макіївці», «Зима», «На каналі Волга-Москва».

### Участь у виставках
- 1924 р. — персональна виставка в фоє Полтавського театру;
- 1926 р. — виставка картин Полтавської філії Асоціації художників революційної Росії, де було презентовано 52 картини митця;
- 1927 р. — Перша всеукраїнська виставка художників Червоної України у Харкові;
- 1928 р. — Перша виставка картин Полтавської філії Асоціації художників Червоної України;
- 1929 р. — Друга виставки картин Полтавської філії Асоціації художників Червоної України;
- 1929 р. — Перша пересувна художня виставка Асоціації художників Червоної України (Ізюм, Охтирка, Суми, Богодухів);
- 1930 р. — виставка «Культпохід на Донбас» (Харків);
- 1931 р. — третя виставка НКО УРСР (Харків, Запоріжжя, Дніпропетровськ, Київ, Одеса, Миколаїв);
- 1935 р. — Шоста українська виставка (Київ, Харків);
- 1936 р. — Виставка «Мистецтво Радянської України»;
- 1937 р. — виставка етюдів України і Молдавії (Київ);
- 1939 р. — Друга осіння виставка (Харків);
- 1940 р. — творча виставка художників Полтави та Полтавської області, присвячена XXIII річниці Великої Жовтневої соціалістичної революції (Полтава);
- 1941 р. — Перша виставка художників міст Дніпропетровська, Полтави, Прилук, Сталіно, Чернігова (Київ).

## Вшанування пам'яті
На честь художника Соломона Розенбаума пропонують перейменувати провулок Бєлінського у Полтаві.